# Carex quichensis
Carex quichensis là một loài thực vật có hoa trong họ Cói. Loài này được F.J.Herm. mô tả khoa học đầu tiên năm 1950.